# Chromolitografia

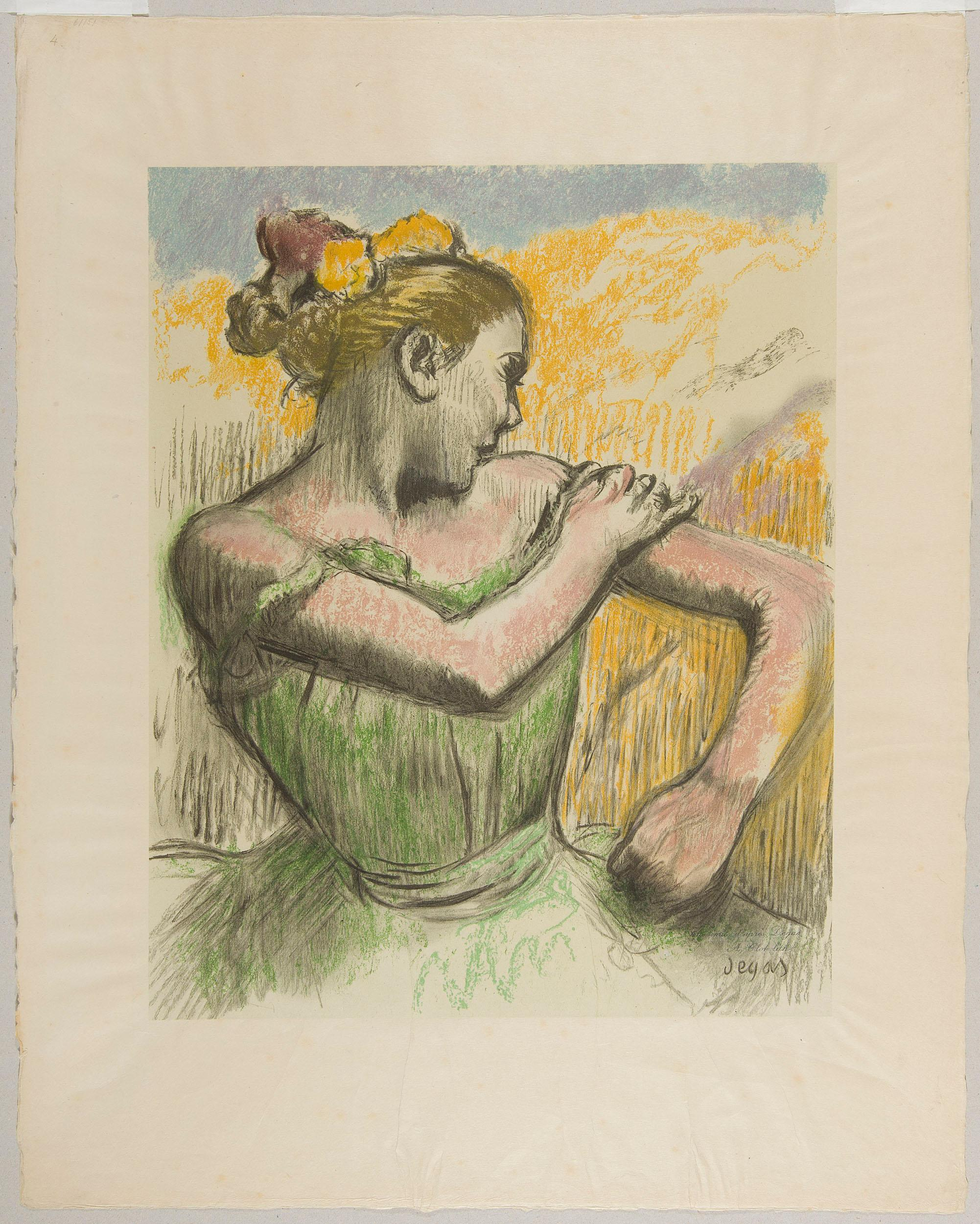
Danseuse, litografia barwna na papierze japońskim wykonana przez Auguste’a Clota według pastelu Edgara Degasa, 1899

Chromolitografia (barwna litografia) – dawna technika wielobarwnego druku litograficznego, w której każdy kolor na wielobarwnej odbitce uzyskiwany był z innej płyty litograficznej. Wynaleziona w XIX wieku, w następnym stuleciu została wyparta przez offset. Terminem tym określa się także wielobarwną odbitkę wykonaną tą techniką.